# Karl von Mertens
Karl svobodný pán von Mertens (německy Carl Freiherr von Mertens) (25. července 1803 Herzogenburg – 25. března 1874 Vídeň) byl rakouský generál a politik. V c. k. armádě sloužil od roku 1819, vystřídal působení u různých posádek v Čechách, Itálii a rakouských zemích, uplatnil se také ve vojenské administraci. Během revolučních let 1848–1849 se vyznamenal jako pobočník maršála Windischgrätze, rychle postupoval v hodnostech a v roce 1849 získal titul barona. V letech 1854–1859 byl místodržitelem v Terstu, poté byl krátce velitelem v Praze a několik let náměstkem na ministerstvu války. Svou kariéru završil jako prezident Nejvyššího vojenského soudního dvora (1864–1873). V armádě dosáhl druhé nejvyšší hodnosti polního zbrojmistra (1864) a v roce 1867 byl jmenován členem Panské sněmovny.

## Životopis
Pocházel ze staré patricijské rodiny z Bruselu, z jeho předků vynikl Karl von Mertens (1738–1788), který proslul jako lékař a byl povýšen do šlechtického stavu. Karl se narodil jako starší syn c. k. plukovníka Karla Mertense (1777–1824). Do armády vstoupil jako kadet v roce 1819 a již o rok později byl podporučíkem. Jako nadporučík (1821) později sloužil u 5. praporu polních myslivců v Chomutově. V roce 1828 byl povýšen na kapitána a sloužil u 13. pěšího pluku v Itálii, poté byl jako major (1836) pobočníkem u zemského velitelství pro rakouské země. U velitelství ve Štýrském Hradci byl povýšen na podplukovníka (1840) a od roku 1843 byl v hodnosti plukovníka velitelem 7. pěšího pluku v Klagenfurtu.
Od roku 1846 byl referentem u dvorské válečné rady transformované v roce 1848 do podoby úřadu ministerstva války. V červnu 1848 byl povýšen do hodnosti generálmajora a v revolučních letech 1848–1849 byl generálním pobočníkem vrchního velitele armády knížete Windischgrätze. Od května 1849 zastával na ministerstvu války post sekčního šéfa, respektive náměstka ministra a v říjnu 1849 dosáhl hodnosti polního podmaršála. V letech 1850–1854 byl viceguvernérem spolkové pevnosti v Mohuči.
V roce 1854 byl povolán do severní Itálie, kde byl jmenován vojenským a civilním guvernérem Terstu, od roku 1856 byl místodržitelem Rakouského přímoří se sídlem v Terstu. Během války se Sardinií byl jako civilní úředník přidělen k vrchnímu velení armády. Po porážce a ztrátě rakouských území v Itálii byl převelen do Čech, kde v letech 1859–1860 zastával post městského a pevnostního velitele v Praze. Od roku 1860 působil znovu ve Vídni na pozici náměstka ministra války pro ekonomické záležitosti. Nakonec byl v letech 1864–1873 prezidentem Nejvyššího vojenského soudního dvora (Obersten Militär-Justiz-Senates). V roce 1864 dosáhl v armádě druhé nejvyšší hodnosti polního zbrojmistra. K datu 1. března 1873 byl penzionován a zemřel o rok později.

## Tituly a ocenění
Od narození užíval šlechtický stav s titulem rytíř, který byl rodině udělen v roce 1787. Za zásluhy během revoluce 1848-1849 byl povýšen do stavu svobodných pánů (8. srpna 1849). Jako guvernér Terstu obdržel titul c. k. tajného rady s nárokem na oslovení Excelence. Od roku 1869 byl čestným majitelem pěšího pluku č. 9. Dále byl řádným členem C. k. zeměpisné společnosti a členem korespondentem C. k. geologického institutu. Během vojenské kariéry obdržel několik vyznamenání. Byl komandérem Leopoldova řádu (1848) a při odchodu do výslužby získal Řád železné koruny I. třídy (1873). Dále byl nositelem ruského Řádu sv. Anny I. třídy, pruského Řádu červené orlice I. třídy, dánského Danebrožského řádu, sicilského Řádu Františka I., hannoverského Řádu Guelfů, hesenského Ludvíkova řádu a osmanského Řádu Medžidie.

## Rodina
V roce 1840 se oženil s baronkou Marií Alexandrinou von Langenau (1811–1880), dcerou generála Friedricha von Langenau. Z manželství se narodily dvě děti, dcera Zoe (1844–1868) zemřela předčasně, syn Karl (1842-1910) sloužil v armádě a dosáhl hodnosti generála jezdectva.
Karlův mladší bratr Wilhelm (1811–1886) sloužil také v armádě a nakonec se stal polním podmaršálem. Jejich švagr Ferdinand Langenau (1818–1881) sloužil též v armádě a později byl dlouholetým vyslancem v Nizozemí (1859–1871) a v Rusku (1871–1880).